# Fares Maakaroun
Fares Maakaroun (en arabe : فارس معكرون), né à Rayak, au Liban, le 12 novembre 1940, est un prélat de l'Église grecque-catholique melkite, éparque de l'éparchie Notre-Dame du Paradis de São Paulo des Melkites au Brésil de 1999 à 2014.

## Biographie
Fares Maakaroun est scolarisé dans sa ville natale de Rayak et poursuit ses études supérieures à Harissa.
En 1960 il fait son noviciat en France, à Gap, puis il étudie la philosophie et la théologie au Séminaire des Pères blancs à Jérusalem, et obtient son diplôme de théologie. Il est ordonné prêtre le 18 décembre 1966 et est professeur de théologie au petit séminaire d'Harissa jusqu'en 1968.

## Ministère épiscopal
Le Saint Synode des évêques melkites l'élit archéparque de Lattaquié en 1995 ; il reçoit la consécration le 17 décembre de cette année.
Le 31 décembre 1999, il est transféré à l'éparchie Notre-Dame du Paradis de São Paulo des Melkites (il conserve le titre d'archéparque) où il fait son entrée solennelle le 12 mars 2000. Il démissionne le 21 juillet 2014.